# Deutsche Poolbillard-Meisterschaft 1983
Die Deutsche Poolbillard-Meisterschaft 1983 war die neunte Austragung zur Ermittlung der nationalen Meistertitel der Herren in der Billardvariante Poolbillard. Sie wurde in Alsdorf ausgetragen.
Es wurden die Deutschen Meister in den Disziplinen 14/1 endlos, 8-Ball und 8-Ball-Pokal ermittelt.

## Medaillengewinner
| Disziplin    | Gold                              | Silber                            | Bronze                            | 4. Platz                          |
| ------------ | --------------------------------- | --------------------------------- | --------------------------------- | --------------------------------- |
| 14/1 endlos  | Edgar Nickel (BCV Kaiserslautern) | Peter Haidinger (1. PBV Moers 74) | Bruno Ernst (PBF Pirmasens)       | Rolf Stieglmeyer (1. Kölner PBSC) |
| 8-Ball       | Peter Haidinger (1. PBV Moers 74) | Rainer Karl (1. PBV Moers 74)     | Jörg Rywotzki (1. PBV Moers 74)   | Dieter Frambach (PBC Anrath)      |
| 8-Ball-Pokal | Günter Geisen (LW Oberhausen)     | Detlef Heinemann (BC Alsdorf)     | Werner Nau (Gut-Stoß Kamplinfort) | Karl Braun (PBC Düren-Nord)       |